# Porphyrinia cyrenaea
Porphyrinia cyrenaea är en fjärilsart som beskrevs av Turati 1924. Porphyrinia cyrenaea ingår i släktet Porphyrinia och familjen nattflyn. Inga underarter finns listade i Catalogue of Life.